# Nukemap
Nukemap (estilizado em letras maiúsculas) é um mapa interativo que usa a API Mapbox e dados desclassificados sobre efeitos de armas nucleares, criado por Alex Wellerstein, um historiador da ciência no Instituto de Tecnologia Stevens que estuda a história das armas nucleares. A versão inicial foi criada em fevereiro de 2012, com grandes atualizações em julho de 2013, que permite aos utilizadores modelar a explosão de armas nucleares (contemporâneas, históricas ou de qualquer potência arbitrária) em praticamente qualquer terreno e em praticamente qualquer altitude da sua escolha. Uma variação do script, Nukemap3D, apresentava modelos brutos de nuvens em forma de cogumelo em 3D, dimensionados para os seus tamanhos apropriados. (O Nukemap3D não está mais funcional, pois o Google descontinuou o plugin do Google Earth.)
A simulação computacional dos efeitos das detonações nucleares foi descrita como "de revirar o estômago" (pelo próprio Wellerstein) e como "a mais divertida que já tive com o Google Maps desde... bem, possivelmente desde sempre", apesar da natureza reconhecidamente abjeta e sombria do assunto. Originalmente concebido em parte como um dispositivo pedagógico para ilustrar a gritante diferença de escala entre bombas de fissão e de fusão, o Nukemap tornou-se viral em 2013, necessitando de uma mudança para novos servidores. O site tem uma média de cinco “armas nucleares” por visitante. A criação de Wellerstein ganhou alguma popularidade entre os estrategas nucleares como uma ferramenta de código aberto para calcular os custos das trocas nucleares. Em agosto de 2024, mais de 345,9 milhões de armas nucleares foram "lançadas" no sítio.
O Nukemap foi finalista do Desafio de Visualização da National Science Foundation em 2014.